# 원당중학교 (충남)
원당중학교(元堂中學校)는 대한민국 충청남도 당진시 원당동에 있는 공립 중학교이다.

## 학교 연혁
- 2005년 7월 6일 : 학교 설립 인가(24학급)
- 2008년 3월 4일 : 제1회 입학식 (8학급 289명)
- 2008년 4월 10일 : 개교기념식
- 2024년 9월 1일 : 제11대 김형기 교장 부임
- 2025년 1월 6일 : 제15회 졸업식(14학급 390명)
- 2025년 3월 4일 : 2025년도 입학식(12학급 347명)

## 참고 자료
- 원당중학교 - 한국교육학술정보원 학교알리미